# هنري تاونسند
هنري تاونسند (بالإنجليزية: Henry Townsend)‏ هو مغني وعازف بيانو أمريكي، ولد في 1909 في شيلبي في الولايات المتحدة، وتوفي في 24 سبتمبر 2006 في ميكيون في الولايات المتحدة.

## وصلات خارجية
- هنري تاونسند على موقع IMDb (الإنجليزية)
- هنري تاونسند على موقع ميوزك برينز (الإنجليزية)
- هنري تاونسند على موقع أول ميوزيك (الإنجليزية)
- هنري تاونسند على موقع ديسكوغز (الإنجليزية)